# Plagiochila pusilla
Plagiochila pusilla là một loài rêu trong họ Plagiochilaceae. Loài này được Mont. mô tả khoa học đầu tiên năm 1843.
Danh pháp khoa học của loài này chưa được làm sáng tỏ. 